# Buschmühle (Sebnitz)
Die Buschmühle ist eine im Kirnitzschtal liegende, erstmals im 16. Jahrhundert erwähnte Mühlenanlage in der Hinteren Sächsischen Schweiz. Bis 1992 diente sie als letzte Mühle des Kirnitzschtals noch als Mahlmühle, seitdem ist sie eine reine Gaststätte und Wanderherberge. Die Mühle liegt seit 1990 im Nationalpark Sächsische Schweiz und gehört zum Ortsteil Ottendorf der Stadt Sebnitz.

## Geschichte
Wie auch die benachbarte, einige hundert Meter weiter flussabwärts liegende Neumannmühle wurde die Buschmühle erstmals im 16. Jahrhundert urkundlich erwähnt. Erster namentlich bekannter Müller war Jonas Keßler, der für 1547 im Erbamtsbuch des Amts Hohnstein erwähnt wird. 1576 werden an der Einmündung des Großen Zschands ins Kirnitzschtal zwei Brettmühlen erwähnt, bei denen es sich um die beiden Mühlen handelte und die beide Ottendorfer Bauern gehörten. Für 1648 liegt ein Kaufvertrag für die Mühle vor, dessen Käufer allerdings nicht mehr zu ermitteln ist. 1698 besaßen Andreas Sturm und Christoph Friedrich die Mühle, die damals noch nach einem früheren Besitzer als „Ellmerische Brethmühle“ bezeichnet wurde, aber bereits um 1700 auch als Buschmühle bekannt war. Auf ihren gemeinsamen Antrag hin erhielten sie 1710 die Genehmigung, die Brettmühle in eine Mahlmühle umzuwandeln. 1721 übernahm Sturm die Anteile von Friedrich und verkaufte das gesamte Anwesen an seinen gleichnamigen Sohn. Dieser verkaufte die Mühle an Johann Georg Schaffrath aus Hertigswalde, der sie bis zu seinem Tod 1745 betrieb. 1770 beantragte sein Sohn Carl Gottlieb Schaffrath in einer Eingabe an den sächsischen Kurfürsten Friedrich August III. die Wiedereinrichtung eines Schneidegangs, um die Mühle auch als Brettmühle nutzen zu können. Die reine Mahlmühle werfe, so seine Klage, aufgrund ihrer abgelegenen Lage nur wenig Ertrag ab. Trotz Unterstützung durch die Erbgerichtsbesitzer von Ottendorf und Hertigswalde wurde das Gesuch mit Verweis auf die bereits vorhandenen Brettmühlen im Kirnitzschtal abgelehnt. Im gleichen Jahr starb der Müller, seine Frau heiratete in zweiter Ehe den Müller Johann Gottfried Glaser.
Im Jahr 1780 brannte die Mühle, die zu dieser Zeit an der Mündung des Ottendorfer Dorfbachs in das Kirnitzschtal, also auf dem rechten Ufer der Kirnitzsch, stand, ab. Glaser ließ beim Wiederaufbau ab 1784 am heutigen Platz auf dem linken Kirnitzschufer, etwas unterhalb des bisherigen Standorts, auch eine Schneidemühle einbauen, durfte sie aber nicht betreiben. Erst 1821 genehmigte das Sächsische Finanzministerium seinem gleichnamigen Sohn den Betrieb auch als Brettmühle, nachdem er auf seine mehrjährigen Dienste in der sächsischen Armee verwiesen hatte. Seit dieser Zeit war die Buschmühle sowohl Mahl- als auch Brettmühle. Zusätzlich betrieb der Müller eine kleine Landwirtschaft auf einem oberhalb des Tals gelegenen Räumicht, dem sogenannten Jentschdörfel. 1791 legte er einen Weg aus Sandsteinplatten zu diesem Räumicht an, das seither auch Buschmüllers oder Glasers Räumicht genannt wird. 1797 wurde die Mühle um eine Schmiede ergänzt.

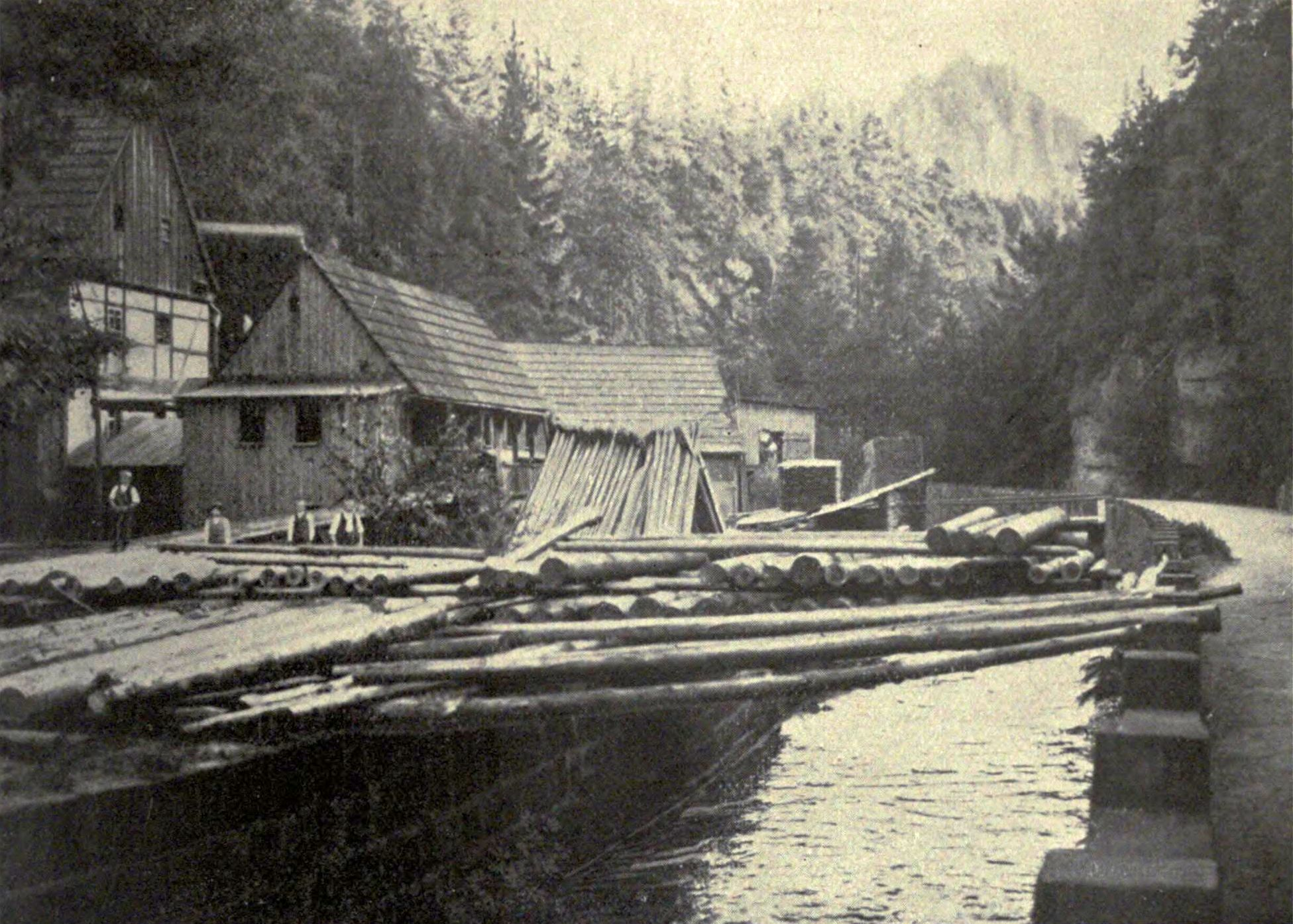
Buschmühle um 1900

Mit der Wende zum 19. Jahrhundert entdeckten immer mehr Besucher die landschaftlichen Reize der Hinteren Sächsischen Schweiz. Sie nutzten dabei gerne die oft einsam gelegenen Mühlen mangels verfügbarer Gasthäuser als Einkehr- und Übernachtungsstätten. Auch die Buschmühle wurde gern aufgesucht, der Buschmüller hatte daher bereits Ende des 18. Jahrhunderts eine Konzession zur Branntweinherstellung beantragt und erhalten. Wilhelm Leberecht Götzinger, der in seinen Büchern eine erste umfassende Beschreibung der Sächsischen Schweiz gab und auch den Namen der Landschaft populär machte, lobte die Ortskenntnis und Gastfreundschaft der Müllersleute.
Ein Versuch, die Buschmühle ähnlich wie die benachbarte Neumannmühle zur Herstellung von Holzschliff zu nutzen, scheiterte 1869. Die Müllersleute bauten dafür den Gastbetrieb seit Mitte des 19. Jahrhunderts erheblich aus. 1904 ließ der Buschmüller zwei Lauben für die Sommermonate errichten, im Seitengebäude entstanden 10 Gästezimmer mit insgesamt 17 Betten. Bei großem Andrang richtete man zusätzliche Strohlager ein. Die Buschmühle gewann in dieser Zeit besonders bei Kletterern einen fast legendären Ruf und ist seither bei Wanderern und Bergsteigern ein bevorzugtes Einkehrziel. Auch ohne Konzession veranstaltete der Buschmüller gelegentlich Tanzveranstaltungen für die umliegenden Dörfer, was zu entsprechenden Anzeigen führte. Zwischen den Kriegen ging die Mühle durch Heirat von der Familie Glaser auf die Familie Schiemann über.
Nach dem Zweiten Weltkrieg modernisierte der Buschmüller Walter Schiemann die Mühle durch Anbau eines Getreidesilos und neue Walzenstühle. Antriebsquelle blieb weiterhin das mittelschlächtige Wasserrad mit 5 m Durchmesser und 1,6 m Breite. Bis nach der Wende betrieben Walter Schiemann und sein Schwiegersohn Edgar Gernert die Buschmühle als Mahl- und Schneidemühle. 1992 verließ der letzte Schrotsack die Mühle. Die gesamte Anlage ist aber weiterhin vorhanden, das Mühlrad dient zur Erzeugung von Elektrizität für den Bedarf der Gaststätte.
2008 wurde Stefan Gernert der Betreiber der Buschmühle. Im gleichen Jahr diente die Buschmühle als Kulisse für den Film „Der Vorleser“.

## Hochwasser 2010

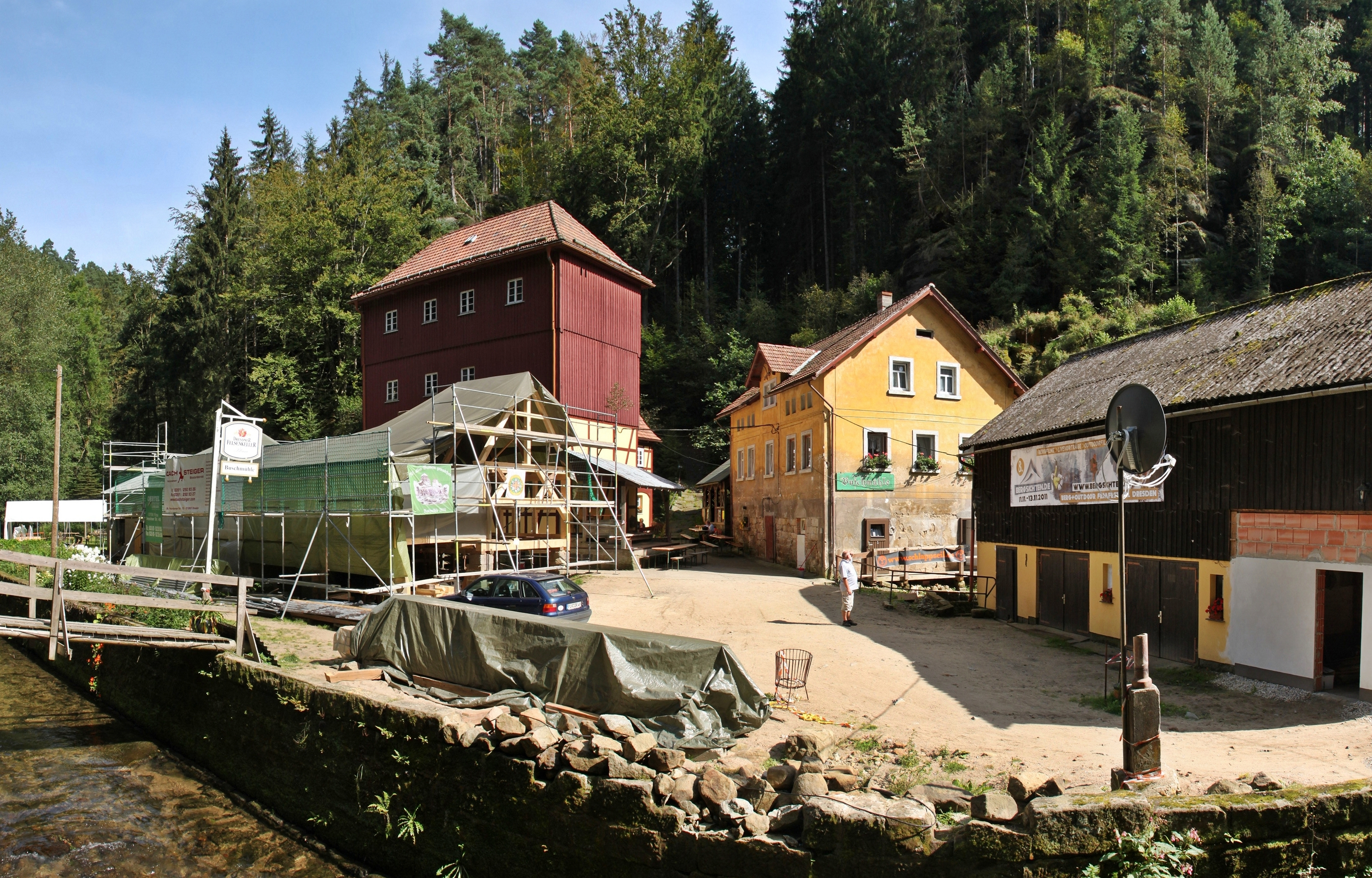
Die Buschmühle, im Vordergrund Bauarbeiten nach dem Augusthochwasser 2010

Im August 2010 wurde die Buschmühle bei einem Hochwasser der Kirnitzsch schwer beschädigt. Die Gebäude wurden teilweise unterspült und stark beschädigt, die Brücke über die Kirnitzsch, die als Zufahrt diente, wurde durch das Hochwasser fortgeschwemmt. Alleine an den Gebäuden entstand ein Schaden von etwa 400.000 Euro. Durch die Zerstörung der Brücke und starke Schäden an der Kirnitzschtalstraße war die Mühle zudem nicht mehr erreichbar, der Buschmüller Stefan Gernert und weitere Personen mussten per Hubschrauber ausgeflogen werden. Von Bergsteigervereinen wurden daraufhin umfangreiche Arbeitseinsätze und Benefizaktionen initiiert, die Malerin Irmgard Uhlig stellte eines ihrer Bilder für eine Versteigerung zur Verfügung. Insgesamt erbrachten die Aktionen mehrere tausend Euro Spenden. Ab Herbst 2010 war die Buschmühle wieder zugänglich und nahm ihren Gastbetrieb wieder auf.